# Neckartal-Radweg
De Neckartal-Radweg (Neckerdal-fietsroute) is een langeafstandsfietsroute in Duitsland. De route volgt de loop van de rivier de Neckar van de bron in Villingen-Schwenningen tot de monding in de Rijn bij Mannheim. Het traject is bewegwijzerd in twee richtingen.

## Traject
De route start in Villingen-Schwenningen nabij de bron van de Neckar. Hier kan worden aangesloten op de Heidelberg-Schwarzwald-Bodensee-Weg welke voert naar naar het dichtbij gelegen Donaueschingen waar weer kan worden aangesloten op de Donauradweg.
De route volgt de Neckar en het Neckardal stroomafwaarts. In Ludwigsburg kruist de route de Alb-Neckar-Weg naar Ulm en verderop tussen Heilbronn en Eberbach loopt deze route eveneens parallel mee.
Vanaf Heilbronn tot Mannheim loopt de Burgenstraße parallel met de route mee.
In Hirschhorn kan worden aangesloten op de Hessischer Radfernweg R4. In het eindpunt Mannheim kan worden aangesloten op de EuroVelo EV15 Rijnroute.

## Aansluitingen met Europese fietsroutes
- In Mannheim kan worden aangesloten op de EuroVelo EV15 Rijnroute.

## Aansluitingen met andere fietsroutes
- Tussen Villingen-Schwenningen en Rottweil loopt de route parallel met de Heidelberg-Schwarzwald-Bodensee-Weg.
- In Horb am Neckar kruist de route de Heidelberg-Schwarzwald-Bodensee-Weg.
- In Ludwigsburg kruist de route de Alb-Neckar-Weg.
- Tussen Heilbronn en Eberbach loopt de route parallel met de Alb-Neckar-Weg.
- Tussen Heilbronn en Mannheim loopt de route parallel met de Burgenstraße.
- In Hirschhorn kan worden aangesloten op de Hessischer Radfernweg R4.
- In Heidelberg kan worden aangesloten op de Heidelberg-Schwarzwald-Bodensee-Weg.